# Ізоляція (в'язниця)
«Ізоляція» — в'язниця, яку було створено після захоплення Донецька російськими військами у 2014 році.

## Статус
Розташована в Донецьку на вулиці Світлий шлях, 3. В'язниця з'явилася після того, як 9 червня 2014 року терористи з «ДНР» захопили мистецький фонд «Ізоляція» та перетворили його на об'єкт «міністерства держбезпеки ДНР». Відтоді там тренуються бойовики, діє склад вкрадених авто, військової техніки та зброї, утримуються незаконно ув'язнені люди, яких піддають тортурам. Тюрма має статус секретної. Вироки, за якими утримувані перебувають в «Ізоляції», виносяться незаконними судами «ДНР» без належного розслідування. Відомі численні випадки, коли звинувачувані давали свідчення після тортур.

## Історія
На вулиці Світлий шлях, 3 розташовано приміщення заводу з виробництва ізоляційних матеріалів, який був створений у 1955 році та припинив свою роботу у 1990-ті. З 2010 по 2014 рік на території колишнього заводу знаходився артфонд «Ізоляція», який реалізував за цей період низку мистецьких проєктів
9 червня 2014 року на територію заводу зайшли озброєні люди. Серед них були бійці батальйону «Восток». За словами терориста Романа Лягіна, який брав участь у захопленні, приміщення мали бути використані для розміщення гуманітарної допомоги з РФ. За словами Леоніда Баранова, на той момент міністра державної безпеки «ДНР», причина окупації будівель «Ізоляції» була ідеологічною: мешканцям самопроголошеної «ДНР» сучасне мистецтво та цінності, які воно сповіщає, могло лише нашкодити. На думку Любові Михайлової, засновниці фонду, окрім активної громадянської позиції «Ізоляції» та реалізації проєктів з розвитку критичного мислення, які не вписувались в ідеологію проросійських сепаратистів, причиною захоплення території могла бути й інфраструктура — облаштована територія у 7,5 га.
За даними звіту DRA та Медійної ініціативи за права людини на захопленій території з червня 2014 року розташувався батальйон «Восток», а в приміщеннях утримують полонених та цивільних заручників.
У травні 2022 року, під час повномасштабного російського вторгнення в Україну, російські терористи проводили «фільтрацію» людей із окупованого Маріуполя. Всіх родичів військових ЗСУ, колишніх правоохоронців, активістів, журналістів та «підозрілих» людей вони вивозили до колишньої виправної колонії № 52 у селі Оленівка Донецької області або до тюрми «Ізоляція».

## Схема в'язниці
За свідченням колишніх ув'язнених починається приміщення з заводської контори. Саме тут на першому поверсі бойовики обладнали камери. Спочатку їх було п'ять, згодом додалися ще три. У кожній могли перебувати від чотирьох до 20 осіб. Ще одна камера — у підвалі. На другому поверсі — приміщення, де жила охорона і так зване керівництво.
Праворуч від контори — інша будівля. У часи мистецького життя там відбувалися різні акції, працювало кафе. Там бойовики відкрили для себе їдальню. У підвалі під нею — влаштували кімнату для допитів.
По вулиці навпроти — ангари з військовою технікою, склади з пальним, приміщення для зберігання зброї.

## Умови утримання заручників
Колишні заручники зазначають, що будівлі «Ізоляції» не пристосовані для утримання людей, що, разом із регулярним фізичним насиллям з боку утримувачів, створює умови перебування, наближені до концтабірних. Полонені та цивільні заручники не отримують належної медичної допомоги; їх примушують працювати на утримувачів. Їх також позбавляють води та харчування.
Майже всі утримувані на «Ізоляції» залучалися до примусових робіт. Коли бойовики їхали на навчання чи передову — вантажили зброю, збирали металобрухт, будівлі розбирали на цеглу, щодня прибирали подвір'я — чистили від снігу, пилу, листя, працювали на кухні, доглядали свійських тварин.
У 2014—2016 роках в'язнів переважно утримували у підвальних приміщеннях, в одному з яких одночасно могла перебувати сотня осіб. У цей період у підвалі «Ізоляції» були відсутні нари та туалет, замість якого в'язні були змушені використовувати пластикову бочку з-під води. До літа 2017 року туалетів не було також і у камерах «Ізоляції», які розташовувались над підвальними приміщеннями, відтак в'язнів з дозволу адміністрації виводили до окремого приміщення справити природні потреби лише двічі на добу. У якості одного з видів катувань та знущань адміністрація могла заборонити виводити полоненого до туалету. У липні 2017 року за ініціативи одного з в'язнів, який вважався наближеним до адміністрації, був здійснений ремонт камерних приміщень «Ізоляції», внаслідок якого з'явилися унітази та раковини. При цьому в цілому ряді приміщень — двох карцерах, шостій камері, так званому «люксі» — умови утримання не змінились.
За даними звіту Управління Верховного комісара ООН з прав людини за 16 листопада 2019 року — 15 лютого 2020 року, в «Ізоляції» утримані особи піддаються тортурам, зокрема й електричним струмом й через імітацію страти та сексуальному насиллю. Згідно зі звітом, допити при цьому здійснюють представники «міністерства державної безпеки» «ДНР». Журналіст Станіслав Асєєв, який у 2017—2019 утримувався у тюрмі «Ізоляція» вважає, що на території цієї в'язниці були скоєні злочини, які можна кваліфікувати як воєнні. Він згадує про катування, які призвели до спроб суїциду серед полонених.

## Полонені
Станом 2014 року тут утримувались понад 100 осіб, у 2019 році — 70. У різні часи в «Ізоляції» перебували Дмитро Потєхін, Валентина Бучок та Галина Гаєва, Станіслав Асєєв.
У різний час на «Ізоляції» одночасно утримували від десяти до 70 людей. А охороняли їх п'ять-сім тюремників. У в'язниці утримувалися не тільки так звані політичні — шпигуни та диверсанти, — але й люди, які брали участь у конфлікті з боку незаконних збройних формувань.

## Справа Романа Лягіна
У червні 2019 року Романа Лягіна було затримано представниками СБУ. Його звинувачують в участі у терористичній організації, посяганні на територіальну цілісність України, а також у державній зраді за організацію референдуму щодо статусу «ДНР», результати якого не були визнані Україною, ЄС та США. Один з епізодів злочинної діяльності, яку прокурор інкримінує Лягіну — захоплення території фонду «Ізоляція» у складі незаконного збройного формування «ДНР». Представники фонду та колишні в'язні тюрми «Ізоляція» наполягають на особистій відповідальності Романа Лягіна за захоплення приміщень та їх послідовне перетворення на секретну в'язницю. Шевченківський районний суд Києва відмовляється визнати «Ізоляцію» та колишніх ув'язнених тюрми «Ізоляція», яких представляє фонд, потерпілою стороною у справі Романа Лягіна.

## Справа Дениса Куликовського
9 листопада 2021 року в Києві представниками СБУ був затриманий в Києві та обрано запобіжний захід тримання під вартою зрадника та ватажка Дениса Куликовського, більш відомого на прізвисько «Палич» (до 2019 року він був комендантом в'язниці «Ізоляція» у тимчасово окупованому Донецьку, і був викритий у тортурах захоплених у полон українців)..
3 січня 2024 року, в закритому режимі, у Шевченківському районному суді Києва йому було оголошено вирок у вигляді 15 років позбавлення волі та визнано винним у жорстокому поводженні з полоненими, участі у незаконному збройному формуванні і терористичній організації. Саме такий термін для коменданта «Ізоляції» запросив Офіс генпрокурора. Проти Куликовського надали свідчення 22 постраждалих. Серед них був  український письменник, журналіст і правозахисник Станіслав Асєєв, який  потрапив до «Ізоляції» у 2017 році. Бойовики «ДНР» звинувачувили його у шпигунстві та екстремізмі. У суді також розглянули два цивільні позови проти Куликовського, які і були задоволені. Куликовський за рішенням суду має виплатити також двом постраждалим матеріальну компенсацію 400 тис. грн та 95 тис. грн відповідно.

## Декорації для пропагандистських матеріалів
На території «Ізоляції» відбулись знімання фейкових фотографій та відео, які мали показати, що бойовики ІДІЛ начебто воюють на боці Україні разом з бійцями українського Азова. Розслідування, яке провели журналісти BBC за допомогою сервісу Wikimapia дозволило встановити місце знйомки та спростувати фейк.

## Документальні та творчі роботи
- 2018 — збірка есеїв «В Ізоляції» авторства Станіслава Асєєва[35]
- 2020 — документальний фільм «Концтабір Ізоляція»[36] (режисер — Сергій Іванов).
- 2020 — книга Станіслава Асеєва «Світлий шлях. Історія одного концтабору».

### Відео
- Сергій Іванов, Концтабір «ІЗОЛЯЦІЯ» | Документальний фільм [Архівовано 10 листопада 2021 у Wayback Machine.] // 2020